# Собор Святого Андрея (Абердин)
Собор Святого Андрея (англ. St Andrew’s Cathedral, гэльск. Cathair-eaglais Naomh Anndra) — кафедральный собор Шотландской епископальной церкви в городе Абердин, Шотландия. Кафедра епископа диоцеза Абердина и Оркни.

## История
В 1784 году лидер Конгрегации Святого Андрея в Абердине Джон Скиннер рукоположил первого епископа Епископальной церкви США Сэмюела Сибери в собственном доме, который находился приблизительно в 500 метрах от нынешнего собора.
Церковь спроектирована в перпендикулярном готическом стиле архитектором Арчибальдом Симпсоном, автором проектов многих построек в городе. Три стороны собора были построены из местного гранита, которым знаменит Абердин, а фасад здания, выходящий на Кинг-стрит, сделан из песчаника в целях экономии, несмотря на возражения Симпсона. Церковь открылась в 1817 году как часовня Святого Андрея, а в 1914 году ей был присвоен статус кафедрального собора.
В 1920-е годы строились планы по возведению нового крестообразного собора с центральной башней, который должна была спонсировать Епископальная церковь, однако крах на Уолл-стрит помешал их осуществлению. Вместо этого в 1930-х годах в честь 150-летней годовщины рукоположения Сибери собор был отремонтирован, и сэр Ниниан Компер увеличил и украсил уже существующую церковь. Мемориал был освящён на церемонии, на которой присутствовал тогдашний посол США в Великобритании Джозеф П. Кеннеди-старший.
В апреле 2020 года стало известно, что финансовые трудности могут не позволить собору вновь открыться после пандемии COVID-19. В июне 2020 года епископ Анна Дайер, попечители и капитулы собора объявили, что собор временно закроется с сентября 2020 года из-за того, что здание больше не подходит для проведения месс в зимнее время.